# Edo (Japó)
|  | Aquest article tracta sobre la ciutat del Japó. Vegeu-ne altres significats a «Edo». |

Edo (japonès: 江戸, que significa 'estuari') és el nom que tenia Tòquio abans de la restauració Meiji del 1868. Aquest nom també va ser pronunciat antigament en llengües occidentals Yedo o Yeddo. Encara que hi va haver assentaments als turons de la badia de Tòquio durant diversos segles, la primera gran fita de la història d'Edo va ser la construcció del castell d'Edo el 1457 per Ōta Dōkan.
El shogunat Tokugawa s'hi va establir el 1603, amb Edo com a seu del govern (capital de facto), mentre que la residència de l'emperador romania a Kyoto, capital oficial del Japó. El 1868, quan el shogunat va arribar a la seva fi amb la Restauració Meiji, la ciutat va ser reanomenada Tòquio (東京), que significa 'capital de l'Est'. Durant la Restauració l'emperador es va mudar a Tòquio, i així la ciutat es va convertir en la capital formal, alhora que la capital de facto del Japó.

## Final del shogunat: Edo esdevé Tòquio
El malestar de les faccions contràries a Tokugawa es va accentuar i aquest fet va ser l'inici dels darrers anys del Període Edo, anomenat també Bakumatsu (幕末, literalment: final de la cortina), caracteritzada per una sèrie de conflictes interns que van culminar en la guerra Boshin (1868-1869). Aquesta guerra civil va posar fi a la dictadura militar del shogunat i va donar pas a la restauració del poder imperial, després d'encoronar l'emperador Meiji, efectuada el 12 d'octubre del 1868.
El període Edo va finalitzar amb la rendició shogun el gener de 1868, i la caiguda de la ciutat entre el maig i el juliol següent, la resta del conflicte va viure la lluita entre les forces a favor de l'imperi derrotar els darrers lleials del shogunat refugiats a Hokkaido. La ciutat esdevé així la nova capital, situada a l'est de l'antiga capital Kyoto i rebatejada com a Tòquio (東京, Tōkyō, capital oriental) el 3 de setembre de 1868. Poc després Meiji va transferir de Kyoto el vell castell d'Edo, convertit des d'aleshores el palat imperial. D'aquesta manera es va iniciar el Període Meiji, decretant la sortida del Japó medieval i iniciant una temporada d'obertura i de profunda modernització del país, coneguda com a Restauració Meiji.

## Govern i administració
L'administració d'Edo estava a càrrec de dos magistrats de la ciutat (町奉行, Machi-bugyō), cadascun d'ells estava al mateix temps a càrrec d'una de les meitats del nucli urbà. Aquests magistrats estaven a càrrec directament de la policia i d'un servei de bombers (町火消, Machibikeshi). També existien altres alts funcionaris a càrrec de diverses matèries relacionades amb l'administració: construcció, edificis, terrenys urbans, abastiments, infraestructures, avituallament militar, etc.

## Referències

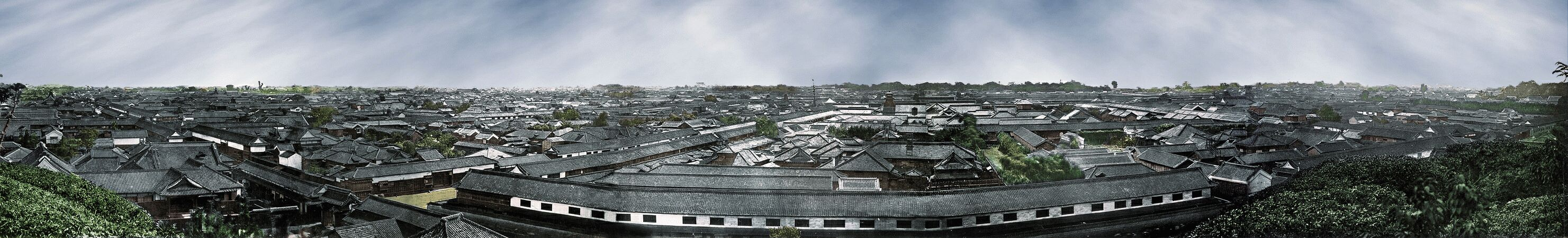
Panorama d'Edo, cap al 1865 o 1866. Fotocrom a partir d'una fotografia de Felice Beato.